# Colomba Costa Cuca
Colomba Costa Cuca («Colomba»: en honor a María Colomba Barillas Robles, una hija del expresidente Manuel Lisandro Barillas) es uno de los municipios del departamento de Quetzaltenango, localizado a 44 km de la ciudad de Quetzaltenango y a 223 km de la Ciudad de Guatemala en la República de Guatemala. Tiene una población, en 2022, de 56.487 habitantes, y una superficie de 212 km². La cabecera municipal se sitúa a 1,024 m s. n. m.  El municipio, al igual que todo el departamento de Quetzaltenango es territorio ocupado por la etnia Mam, aunque solo el 3% de la población del municipio se considera como tal.  
El poblado surgió luego de la Reforma Liberal en 1871; en ese momento, los criollos liberales llamaron a la región como «municipio de Morazán» en honor al caudillo liberal hondureño Francisco Morazán, y luego, en 1882, «Franklin» en honor al prócer estadounidense Benjamin Franklin.  Por último, el gobierno del general Manuel Lisandro Barillas lo nombró «Colomba Florida», en honor a una de las hijas del presidente.
Su economía gira en los cultivos de café, el comercio y algunas artesanías. Entre sus atractivos pueden mencionarse la «Laguna de la Finca Las Mercedes» y el «Mirador Chukalbal».

## Toponimia
La zona de Colomba se caracteriza por su clima templado durante la mayor parte del año y ha sido designada como «zona cafetalera», lo que la hizo apetecible para los gobernantes liberales del país, quienes introdujeron el cultivo del café tras la Reforma Liberal de 1871 y emprendieron una agresiva Reforma Agraria que incluyó la expropiación de las tierras comunales de lo indígenas y el establecimiento de un Reglamento de Jornaleros que obligaba a los indígenas a trabajar prácticamente gratis en las nuevas fincas cafetaleras que se formaron.  El propio general Barillas fue propietario de fincas en la región y existe la tradición oral, aunque no se ha encontrado documento oficial de la época que lo confirme, que el nombre de Colomba fue conferido al municipio por llamarse así una de las hijas del gobernante: María Colomba Barillas Robles (1875-1945).

## Geografía física

### Clima
La cabecera municipal de Colomba tiene clima tropical (Clasificación de Köppen: Aw).
| Parámetros climáticos promedio de Colomba | Parámetros climáticos promedio de Colomba | Parámetros climáticos promedio de Colomba | Parámetros climáticos promedio de Colomba | Parámetros climáticos promedio de Colomba | Parámetros climáticos promedio de Colomba | Parámetros climáticos promedio de Colomba | Parámetros climáticos promedio de Colomba | Parámetros climáticos promedio de Colomba | Parámetros climáticos promedio de Colomba | Parámetros climáticos promedio de Colomba | Parámetros climáticos promedio de Colomba | Parámetros climáticos promedio de Colomba | Parámetros climáticos promedio de Colomba |
| Mes                                       | Ene.                                      | Feb.                                      | Mar.                                      | Abr.                                      | May.                                      | Jun.                                      | Jul.                                      | Ago.                                      | Sep.                                      | Oct.                                      | Nov.                                      | Dic.                                      | Anual                                     |
| ----------------------------------------- | ----------------------------------------- | ----------------------------------------- | ----------------------------------------- | ----------------------------------------- | ----------------------------------------- | ----------------------------------------- | ----------------------------------------- | ----------------------------------------- | ----------------------------------------- | ----------------------------------------- | ----------------------------------------- | ----------------------------------------- | ----------------------------------------- |
| Temp. máx. media (°C)                     | 28.1                                      | 28.3                                      | 29.1                                      | 28.9                                      | 28.5                                      | 27.4                                      | 28.0                                      | 28.3                                      | 27.7                                      | 27.6                                      | 27.9                                      | 28.2                                      | 28.2                                      |
| Temp. media (°C)                          | 21.7                                      | 22.0                                      | 22.8                                      | 23.0                                      | 23.1                                      | 22.4                                      | 22.6                                      | 22.8                                      | 22.5                                      | 22.3                                      | 22.2                                      | 22.0                                      | 22.5                                      |
| Temp. mín. media (°C)                     | 15.4                                      | 15.8                                      | 16.5                                      | 17.2                                      | 17.7                                      | 17.5                                      | 17.3                                      | 17.3                                      | 17.3                                      | 17.1                                      | 16.5                                      | 15.8                                      | 16.8                                      |
| Precipitación total (mm)                  | 25                                        | 40                                        | 76                                        | 174                                       | 430                                       | 635                                       | 540                                       | 552                                       | 687                                       | 606                                       | 180                                       | 55                                        | 4000                                      |
| Fuente: Climate-Data.org                  |                                           |                                           |                                           |                                           |                                           |                                           |                                           |                                           |                                           |                                           |                                           |                                           |                                           |

### Ubicación geográfica
Colomba está localizada en el departamento de Quetzaltenango y sus colindancias son:
- Sur: Coatepeque, Flores Costa Cuca y Génova, municipios del departamento de Quetzaltenango; El Asintal y Nuevo San Carlos, municipios del departamento de Retalhuleu
- Este:El Palmar, municipio de Quetzaltenango Nuevo San Carlos, municipio del departamento de Retalhuleu
- Oeste: El Quetzal, municipio del departamento de San Marcos

|                   |                                                              |                                  |
| Oeste: El Quetzal |                                                              | Este: Nuevo San Carlos El Palmar |
|                   | Sur: Coatepeque Génova El Palmar El Asintal Nuevo San Carlos |                                  |

## Gobierno municipal
Los municipios se encuentran regulados en diversas leyes de la República, que establecen su forma de organización, lo relativo a la conformación de sus órganos administrativos y los tributos destinados para los mismos.  Aunque se trata de entidades autónomas, se encuentran sujetas a la legislación nacional. Las principales leyes que rigen a los municipios en Guatemala desde 1985 son:
| N.º | Ley                                                | Descripción |
| --- | -------------------------------------------------- | --- |
| 1   | Constitución Política de la República de Guatemala | Tiene una regulación legal específica para los municipios en los artículos 253 al 262. |
| 2   | Ley Electoral y de Partidos Políticos              | Ley de carácter constitucional aplicable a los municipios en el tema de la conformación de sus autoridades electas. |
| 3   | Código Municipal                                   | Decreto 12-2002 del Congreso de la República de Guatemala. Tiene la categoría de ley ordinaria y contiene preceptos generales aplicables a todos los municipios, e inclusive contiene legislación referente a la creación de los municipios.             |
| 4   | Ley de Servicio Municipal                          | Decreto 1-87 del Congreso de la República de Guatemala. Regula las relaciones entra la municipalidad y los servidores públicos en materia laboral. Tiene su base constitucional en el artículo 262 de la constitución que ordena la emisión de la misma. |
| 5   | Ley General de Descentralización                   | Decreto 14-2002 del Congreso de la República de Guatemala. Regula el deber constitucional del Estado, y por ende del municipio, de promover y aplicar la descentralización y desconcentración económica y administrativa.                                |

El gobierno de los municipios de Guatemala está a cargo de un Concejo Municipal mientras que el código municipal —que tiene carácter de ley ordinaria y contiene disposiciones que se aplican a todos los municipios de Guatemala— establece que «el concejo municipal es el órgano colegiado superior de deliberación y de decisión de los asuntos municipales […] y tiene su sede en la circunscripción de la cabecera municipal». Por último, el artículo 33 del mencionado código establece que «[le] corresponde con exclusividad al concejo municipal el ejercicio del gobierno del municipio».
El concejo municipal se integra con el alcalde, los síndicos y concejales, electos directamente por sufragio universal y secreto para un período de cuatro años, pudiendo ser reelectos.
Existen también las Alcaldías Auxiliares, los Comités Comunitarios de Desarrollo (COCODE), el Comité Municipal del Desarrollo (COMUDE), las asociaciones culturales y las comisiones de trabajo. Los alcaldes auxiliares son elegidos por las comunidades de acuerdo a sus principios, valores, procedimientos y tradiciones, estos se reúnen con el alcalde municipal el primer domingo de cada mes. Los Comités Comunitarios de Desarrollo y el Consejo Municipal de Desarrollo tiene como función organizar y facilitar la participación de las comunidades priorizando necesidades y problemas.

## Historia

### Tras la Reforma Liberal de 1871
El acuerdo gubernativo del 10 de abril de 1882 del gobierno de Justo Rufino Barrios dispuso suprimir el municipio de Morazán y erigir otro al que se designaba «Franklin», como parte de la política de Reforma Agraria de su gobierno, y que consistía en la expropiación de tierras comunales de indígenas: 
| Examinadas las diligencias relativas a la solicitud que la municipalidad y vecinos del pueblo de Morazán han formulado para que se suprima dicho municipio y se erija en la finca nombrada Las Marías; y para que se autorice a la Corporación a fin de poder enajenar el terreno que le pertenece como ejido; Considerando: - Que, según informa el Jefe Político del departamento deQuezaltenango, el lugar en que el expresado pueblo está ubicado no es aparente para ese objeto. - Que la finca Las Marías reúne condiciones ventajosas para que en ella se establezca un municipio independiente. - Que la enajenación del ejido es útil y necesaria, una vez que trasladándose la población a otro punto, no será aprovechado por los vecinos y su producto podrá emplearse en mejorar el nuevo pueblo; El Presidente de la República, con vista de la consulta emitida por el Ministerio Fiscal, Acuerda: 1. Suprimir el municipio de Morazán 2. Crear otro distrito municipal que se denominará «Franklin», y que comprenderá las aldeas de que aquel se componía, cuya cabecera estará en el paraje de la finca mencionada, en que actualmente se encuentran la Comandancia Local y demás oficinas públicas; y 3. Autorizar al Jefe Político de Quezaltenango para que, previa la medida y avalúo respectivos, proceda a enajenar el ejido en pública subasta, por lotes o de la manera más favorable, debiendo conservarse su precio en la Administración de Rentas de aquel departamento a fin de que, en su oportunidad, se invierta en las obras que el Gobierno designe para mejorar el nuevo municipio. Comuníquese. —Justo Rufino Barrios Recopilación de la Leyes de la República de Guatemala, 1881-1883 |

### Gobierno de Manuel Lisandro Barillas: fundación de Colomba en 1889
El 21 de mayo de 1889 se emitió otro acuerdo, comprando la finca La Florida para erigir en ella la cabecera del nuevo municipio de Franklin; esta finca fue inaugurada el 4 de agosto de 1889. El gobierno del general Manuel Lisandro Barillas emitió un acuerdo el 26 de agosto de 1889 que disponía que el pueblo de la cabecera municipal del distrito de Franklin, en la Costa Cuca, se llamase «Colomba Florida»: 
| Palacio del Poder Ejecutivo: Guatemala, 26 de agosto de 1889. En atención a que la Municipalidad y vecinos del pueblo de la cabecera del distrito de Franklin, en la Costa Cuca, declararon, en sesión de 4 de este mes, según consta del acta que se tiene a la vista, que el pueblo inaugurado en esa fecha debe llevar el nombre de Colomba Florida, El Presidente de la República Acuerda: Dar su aprobación a lo dispuesto por la referida Municipalidad. Comuníquese —Manuel Lisandro Barillas Recopilación de las Leyes de la República de Guatemala, 1889 |

Luego de ser propietario de vastas extensiones de terreno en Colomba, el general Barillas cayó en desgracia durante el gobierno del licenciado Manuel Estrada Cabrera, y terminó sus días en la miseria en la Ciudad de México tras fallidos intentos de invadir Guatemala, y hasta allí envió el presidente guatemalteco a dos sicarios para asesinarlo en 1907.

### Gobierno del licenciado Manuel Estrada Cabrera
La Demarcación Política de la República de Guatemala, de 1902, menciona ya al municipio con el nombre geográfico oficial de «Colomba», y lo describe así: «este municipio, cuya cabecera es el pueblo del mismo nombre, a 48 km de Quetzaltenango, es de clima templado en unas partes y caliente en otras. Los principales cultivos son: café y caña de azúcar. No hay ninguna industria notable.»
El municipio sufrió algunos cambios durante el régimen del licenciado Manuel Estrada Cabrera:
- Por acuerdo gubernativo del 7 de diciembre de 1904 y para el «mejor servicio público», los lugares de Piedra Parada, San Juan del Horizonte y San Rafael Pacayá, quedaron dentro de la jurisdicción de Coatepeque al segregarlos de Colomba.
- El acuerdo gubernativo del 2 de febrero de 1912 dispuso que la finca Mujuliá pasara a la jurisdicción de Colomba, mientras que el del 14 de noviembre de 1914 segregó a la finca La Concepción de Génova y la pasó a Colomba.

Ahora bien, durante el gobierno del licenciado Estrada Cabrera se dieron caso extremos de servilismo; uno de ellos ocurrió en el municipio de Colomba, cuando una de las aldeas dentro del municipio llamada Taltute, fue bautizada con el nombre de Santa Joaquina, en honor a la recientemente fallecida madre del presidente Estrada Cabrera, Joaquina Cabrera.  Es más, por acuerdo gubernativo del 29 de agosto de 1912 se dispuso erigir el municipio de Santa Joaquina, segregando la hasta entonces aldea de Colomba. Este municipio fue posteriormente bautizado como «Génova», cuando el presidente Estrada Cabrera fue derrocado en abril de 1920.